# Mistrovství Evropy v rychlobruslení 2019
Mistrovství Evropy v rychlobruslení 2019 se konalo ve dnech 11.–13. ledna 2019 na otevřené rychlobruslařské dráze Arena Ritten v italském Klobensteinu. Jednalo se o 30. společné mistrovství Evropy a celkově o 44. evropský ženský šampionát a 113. mistrovství Evropy pro muže. Muži i ženy závodili v klasickém a ve sprinterském víceboji. Z předchozího vícebojařského šampionátu obhajovali titul Nizozemka Ireen Wüstová a její krajan Sven Kramer, sprinterský titul pouze Nizozemec Kai Verbij, neboť sprinterská obhájkyně, Češka Karolína Erbanová, ukončila v roce 2018 kariéru.
V Klobensteinu získala svůj první titul mistryně Evropy Nizozemka Antoinette de Jongová, mezi muži podesáté vyhrál její krajan Sven Kramer. Ve sprintu poprvé zvítězila Rakušanka Vanessa Herzogová a podruhé Nizozemec Kai Verbij.
Českou výpravu tvořili Sebastian Druszkiewicz, Martina Sáblíková a Nikola Zdráhalová.
| Program             | Program                | Program                                        | Program                   |
| Soutěž              | 11. ledna              | 12. ledna                                      | 13. ledna                 |
| ------------------- | ---------------------- | ---------------------------------------------- | ------------------------- |
| Klasický víceboj    | 500 m ženy 3000 m ženy | 1500 m ženy 500 m muži 5000 m ženy 5000 m muži | 1500 m muži 10 000 m muži |
| Sprinterský víceboj | 500 m muži 1000 m muži | 500 m muži 500 m ženy 1000 m ženy 1000 m muži  | 500 m ženy 1000 m ženy    |

## Klasický víceboj – muži
Soutěže se zúčastnilo celkem 19 závodníků z následujících zemí: Itálie (3), Nizozemsko (3), Norsko (3), Německo (2), Polsko (2), Rusko (2), Bělorusko (1), Česko (1), Dánsko (1), Lotyšsko (1).
| Pořadí           | Jméno                  | Země       | 500 m       | 5000 m        | 1500 m        | 10 000 m      | Počet bodů |
| ---------------- | ---------------------- | ---------- | ----------- | ------------- | ------------- | ------------- | ---------- |
| Zlatá medaile    | Sven Kramer            | Nizozemsko | 36,69 (6.)  | 6:17,66 (1.)  | 1:45,91 (1.)  | 13:26,88 (2.) | 150,103    |
| Stříbrná medaile | Patrick Roest          | Nizozemsko | 36,59 (4.)  | 6:18,21 (2.)  | 1:46,40 (2.)  | 13:26,45 (1.) | 150,199    |
| Bronzová medaile | Sverre Lunde Pedersen  | Norsko     | 36,42 (3.)  | 6:20,59 (3.)  | 1:46,65 (3.)  | 13:36,14 (4.) | 150,836    |
| 4.               | Håvard Bøkko           | Norsko     | 36,36 (2.)  | 6:30,23 (6.)  | 1:47,73 (4.)  | 13:43,26 (5.) | 152,456    |
| 5.               | Sergej Trofimov        | Rusko      | 37,24 (8.)  | 6:27,29 (5.)  | 1:49,68 (7.)  | 13:47,18 (7.) | 153,888    |
| 6.               | Andrea Giovannini      | Itálie     | 36,65 (5.)  | 6:33,13 (8.)  | 1:50,63 (9.)  | 13:43,58 (6.) | 154,018    |
| 7.               | Douwe de Vries         | Nizozemsko | 37,58 (11.) | 6:31,41 (7.)  | 1:50,21 (8.)  | 13:35,87 (3.) | 154,250    |
| 8.               | Sindre Henriksen       | Norsko     | 36,98 (7.)  | 6:48,92 (14.) | 1:48,30 (5.)  | 14:06,84 (8.) | 156,314    |
| 9.               | Haralds Silovs         | Lotyšsko   | 36,33 (1.)  | 6:36,24 (9.)  | 1:49,44 (6.)  | —             | 112,434    |
| 10.              | Vitalij Michajlov      | Bělorusko  | 37,98 (14.) | 6:36,41 (10.) | 1:52,36 (13.) | —             | 115,074    |
| 11.              | Lukas Mann             | Německo    | 37,48 (10.) | 6:48,79 (13.) | 1:50,98 (10.) | —             | 115,352    |
| 12.              | Felix Maly             | Německo    | 37,92 (13.) | 6:45,82 (11.) | 1:51,22 (11.) | —             | 115,575    |
| 13.              | Artur Janicki          | Polsko     | 38,14 (15.) | 6:52,09 (17.) | 1:52,26 (12.) | —             | 116,769    |
| 14.              | Gabriele Galli         | Itálie     | 37,47 (9.)  | 7:00,30 (18.) | 1:52,89 (14.) | —             | 117,130    |
| 15.              | Szymon Palka           | Polsko     | 38,43 (16.) | 6:51,08 (15.) | 1:53,24 (15.) | —             | 117,284    |
| 16.              | Sebastian Druszkiewicz | Česko      | 39,38 (18.) | 6:46,84 (12.) | 1:54,18 (16.) | —             | 118,124    |
| 17.              | Philip Due Schmidt     | Dánsko     | 38,69 (17.) | 6:51,74 (16.) | 1:57,09 (17.) | —             | 118,894    |
| 18.              | Danila Semerikov       | Rusko      | 37,58 (11.) | 6:26,35 (4.)  | DSQ           | —             | 76,215     |
| 19.              | Davide Ghiotto         | Itálie     | DNF         | —             | —             | —             | 0,000      |

## Klasický víceboj – ženy
Soutěže se zúčastnilo celkem 16 závodnic z následujících zemí: Nizozemsko (3), Norsko (3), Rusko (3), Česko (2), Německo (2), Estonsko (1), Itálie (1), Polsko (1).
| Pořadí           | Jméno                    | Země       | 500 m       | 3000 m        | 1500 m        | 5000 m       | Počet bodů |
| ---------------- | ------------------------ | ---------- | ----------- | ------------- | ------------- | ------------ | ---------- |
| Zlatá medaile    | Antoinette de Jongová    | Nizozemsko | 39,19 (1.)  | 4:08,07 (1.)  | 1:57,03 (1.)  | 7:13,73 (2.) | 162,918    |
| Stříbrná medaile | Martina Sáblíková        | Česko      | 40,95 (11.) | 4:08,22 (2.)  | 1:58,07 (3.)  | 7:03,88 (1.) | 164,064    |
| Bronzová medaile | Francesca Lollobrigidová | Itálie     | 39,56 (3.)  | 4:11,28 (3.)  | 1:57,99 (2.)  | 7:21,67 (6.) | 164,937    |
| 4.               | Ireen Wüstová            | Nizozemsko | 39,72 (4.)  | 4:14,61 (7.)  | 1:58,80 (5.)  | 7:22,99 (7.) | 166,054    |
| 5.               | Natalja Voroninová       | Rusko      | 40,76 (9.)  | 4:11,30 (4.)  | 2:00,12 (7.)  | 7:15,86 (4.) | 166,269    |
| 6.               | Carlijn Achtereekteová   | Nizozemsko | 40,91 (10.) | 4:11,93 (5.)  | 2:00,64 (10.) | 7:15,31 (3.) | 166,642    |
| 7.               | Jevgenija Lalenkovová    | Rusko      | 40,65 (7.)  | 4:14,15 (6.)  | 1:58,90 (6.)  | 7:21,59 (5.) | 166,800    |
| 8.               | Roxanne Dufterová        | Německo    | 41,07 (12.) | 4:19,28 (8.)  | 2:00,72 (11.) | 7:30,96 (8.) | 169,619    |
| 9.               | Jelizaveta Kazelinová    | Rusko      | 39,26 (2.)  | 4:23,18 (12.) | 1:58,65 (4.)  | —            | 122,673    |
| 10.              | Ida Njåtunová            | Norsko     | 40,46 (6.)  | 4:19,49 (9.)  | 2:00,15 (8.)  | —            | 123,758    |
| 11.              | Ragne Wiklundová         | Norsko     | 40,68 (8.)  | 4:20,33 (10.) | 2:00,47 (9.)  | —            | 124,224    |
| 12.              | Nikola Zdráhalová        | Česko      | 40,04 (5.)  | 4:25,76 (13.) | 2:01,44 (12.) | —            | 124,813    |
| 13.              | Saskia Alusaluová        | Estonsko   | 41,91 (16.) | 4:22,20 (11.) | 2:05,76 (15.) | —            | 127,530    |
| 14.              | Sofie Karoline Haugenová | Norsko     | 41,41 (13.) | 4:28,42 (14.) | 2:04,94 (13.) | —            | 127,792    |
| 15.              | Michelle Uhrigová        | Německo    | 41,43 (14.) | 4:32,50 (16.) | 2:05,57 (14.) | —            | 128,702    |
| 16.              | Karolina Gąsecká         | Polsko     | 41,53 (15.) | 4:31,38 (15.) | 2:06,72 (16.) | —            | 129,000    |

## Sprinterský víceboj – muži
Soutěže se zúčastnilo celkem 20 závodníků z následujících zemí: Německo (3), Nizozemsko (3), Norsko (3), Rusko (3), Itálie (2), Polsko (2), Bělorusko (1), Estonsko (1), Finsko (1), Spojené království (1).
| Pořadí           | Jméno                       | Země               | 500 m       | 1000 m        | 500 m       | 1000 m        | Počet bodů |
| ---------------- | --------------------------- | ------------------ | ----------- | ------------- | ----------- | ------------- | ---------- |
| Zlatá medaile    | Kai Verbij                  | Nizozemsko         | 35,23 (1.)  | 1:08,97 (1.)  | 34,93 (1.)  | 1:08,88 (2.)  | 139,085    |
| Stříbrná medaile | Håvard Holmefjord Lorentzen | Norsko             | 35,58 (4.)  | 1:09,88 (3.)  | 35,10 (2.)  | 1:09,60 (5.)  | 140,420    |
| Bronzová medaile | Henrik Fagerli Rukke        | Norsko             | 35,36 (2.)  | 1:10,57 (5.)  | 35,45 (6.)  | 1:10,12 (10.) | 141,155    |
| 4.               | Arťom Kuzněcov              | Rusko              | 35,62 (6.)  | 1:10,75 (9.)  | 35,27 (3.)  | 1:10,12 (10.) | 141,325    |
| 5.               | Nico Ihle                   | Německo            | 35,98 (11.) | 1:10,34 (4.)  | 35,46 (7.)  | 1:09,45 (3.)  | 141,335    |
| 6.               | Piotr Michalski             | Polsko             | 35,64 (7.)  | 1:11,01 (10.) | 35,68 (9.)  | 1:10,07 (9.)  | 141,860    |
| 7.               | Joel Dufter                 | Německo            | 35,79 (8.)  | 1:10,66 (7.)  | 36,00 (14.) | 1:09,57 (4.)  | 141,905    |
| 8.               | Alexej Jesin                | Rusko              | 36,15 (13.) | 1:10,62 (6.)  | 35,61 (8.)  | 1:09,81 (7.)  | 141,975    |
| 9.               | Viktor Lobas                | Rusko              | 36,21 (14.) | 1:09,80 (2.)  | 36,00 (14.) | 1:09,77 (6.)  | 141,995    |
| 10.              | David Bosa                  | Itálie             | 35,60 (5.)  | 1:12,17 (15.) | 35,44 (5.)  | 1:09,94 (8.)  | 142,095    |
| 11.              | Ignat Golovaťuk             | Bělorusko          | 36,50 (17.) | 1:10,67 (8.)  | 35,77 (11.) | 1:10,54 (13.) | 142,875    |
| 12.              | Mirko Giacomo Nenzi         | Itálie             | 36,45 (15.) | 1:11,34 (12.) | 35,73 (10.) | 1:10,44 (12.) | 143,070    |
| 13.              | Artur Nogal                 | Polsko             | 35,85 (9.)  | 1:12,14 (14.) | 35,83 (13.) | 1:10,64 (14.) | 143,070    |
| 14.              | Marten Liiv                 | Estonsko           | 36,47 (16.) | 1:11,17 (11.) | 36,56 (17.) | 1:11,92 (15.) | 144,575    |
| 15.              | Samuli Suomalainen          | Finsko             | 36,96 (19.) | 1:12,56 (16.) | 36,71 (18.) | 1:12,72 (17.) | 146,310    |
| 16.              | Hendrik Dombek              | Německo            | 37,20 (20.) | 1:12,84 (17.) | 36,41 (16.) | 1:12,65 (16.) | 146,355    |
| 17.              | Thomas Krol                 | Nizozemsko         | 36,00 (12.) | 1:53,88 (19.) | 35,77 (11.) | 1:08,68 (1.)  | 163,050    |
| 18.              | Cornelius Kersten           | Spojené království | 36,87 (18.) | 1:12,96 (18.) | 36,84 (19.) | WDR           | 110,190    |
| 19.              | Bjørn Magnussen             | Norsko             | 35,86 (10.) | 1:11,63 (13.) | DNF         | —             | 71,675     |
| 20.              | Kjeld Nuis                  | Nizozemsko         | 35,47 (3.)  | DSQ           | —           | —             | 35,470     |

## Sprinterský víceboj – ženy
Soutěže se zúčastnilo celkem 13 závodnic z následujících zemí: Nizozemsko (3), Rusko (3), Polsko (2), Bělorusko (1), Itálie (1), Německo (1), Norsko (1), Rakousko (1).
| Pořadí           | Jméno                     | Země       | 500 m       | 1000 m        | 500 m       | 1000 m        | Počet bodů |
| ---------------- | ------------------------- | ---------- | ----------- | ------------- | ----------- | ------------- | ---------- |
| Zlatá medaile    | Vanessa Herzogová         | Rakousko   | 37,61 (1.)  | 1:16,54 (5.)  | 37,62 (1.)  | 1:15,89 (3.)  | 151,445    |
| Stříbrná medaile | Darja Kačanovová          | Rusko      | 38,15 (3.)  | 1:15,79 (1.)  | 38,22 (3.)  | 1:15,21 (1.)  | 151,870    |
| Bronzová medaile | Olga Fatkulinová          | Rusko      | 38,13 (2.)  | 1:16,04 (4.)  | 38,05 (2.)  | 1:16,46 (4.)  | 152,430    |
| 4.               | Jutta Leerdamová          | Nizozemsko | 38,55 (4.)  | 1:15,82 (2.)  | 38,45 (4.)  | 1:15,76 (2.)  | 152,790    |
| 5.               | Sanneke de Neelingová     | Nizozemsko | 38,63 (5.)  | 1:16,62 (6.)  | 38,66 (5.)  | 1:16,53 (5.)  | 153,865    |
| 6.               | Letitia de Jongová        | Nizozemsko | 38,63 (5.)  | 1:15,88 (3.)  | 38,80 (6.)  | 1:17,57 (6.)  | 154,155    |
| 7.               | Irina Kuzněcovová         | Rusko      | 38,92 (8.)  | 1:18,02 (7.)  | 38,91 (7.)  | 1:18,23 (7.)  | 155,955    |
| 8.               | Hege Bøkková              | Norsko     | 38,77 (7.)  | 1:18,50 (9.)  | 38,95 (8.)  | 1:18,55 (8.)  | 156,245    |
| 9.               | Kaja Ziomeková            | Polsko     | 39,04 (9.)  | 1:18,84 (11.) | 38,95 (8.)  | 1:18,76 (10.) | 156,790    |
| 10.              | Noemi Bonazzaová          | Itálie     | 39,24 (11.) | 1:18,81 (10.) | 39,45 (10.) | 1:18,67 (9.)  | 157,430    |
| 11.              | Gabriele Hirschbichlerová | Německo    | 39,19 (10.) | 1:18,28 (8.)  | 39,76 (13.) | 1:18,99 (11.) | 157,585    |
| 12.              | Andżelika Wójciková       | Polsko     | 39,31 (12.) | 1:19,49 (12.) | 39,58 (11.) | 1:20,17 (12.) | 158,720    |
| 13.              | Anna Nifontovová          | Bělorusko  | 39,63 (13.) | 1:20,56 (13.) | 39,72 (12.) | 1:22,39 (13.) | 160,825    |